# Rodriguezia ensiformis
Rodriguezia ensiformis är en orkidéart som beskrevs av Hipólito Ruiz López och Pav.. Rodriguezia ensiformis ingår i släktet Rodriguezia och familjen orkidéer. Inga underarter finns listade i Catalogue of Life.